# Artemij Knjazev
Artemij Knjazev, ryska: Артемий Князев, född 4 juni 2000, är en rysk professionell ishockeyback som är kontrakterad till San Jose Sharks i National Hockey League (NHL) och spelar för San Jose Barracuda i American Hockey League (AHL).
Han har tidigare spelat för Bars Kazan i Vyssjaja chokkejnaja liga (VHL); Saguenéens de Chicoutimi i Ligue de hockey junior majeur du Québec (LHJMQ) samt Irbis Kazan i Molodjozjnaja chokkejnaja liga (MHL).
Knjazev draftades av San Jose Sharks i andra rundan i 2019 års draft som 48:e spelare totalt.

## Statistik
| 2017–2018    | Irbis Kazan              | MHL          | 39  | 4  | 3  | 7  | 20  | 5  | 0 | 0 | 0  | 0 |
| 2018–2019    | Saguenéens de Chicoutimi | LHJMQ        | 55  | 13 | 21 | 34 | 32  | 4  | 0 | 2 | 2  | 8 |
| 2019–2020    | Saguenéens de Chicoutimi | LHJMQ        | 51  | 11 | 32 | 43 | 62  | —  | — | — | —  | — |
| 2020–2021    | Bars Kazan               | VHL          | 5   | 1  | 3  | 4  | 2   | —  | — | — | —  | — |
|              | Irbis Kazan              | MHL          | 2   | 1  | 0  | 1  | 2   | —  | — | — | —  | — |
|              | Saguenéens de Chicoutimi | LHJMQ        | 14  | 5  | 13 | 18 | 10  | 9  | 4 | 5 | 9  | 8 |
| 2021–2022    | San Jose Sharks          | NHL          | 1   | 0  | 0  | 0  | 0   | —  | — | — | —  | — |
|              | San Jose Barracuda       | AHL          | 4   | 0  | 0  | 0  | 2   | —  | — | — | —  | — |
| NHL totalt   | NHL totalt               | NHL totalt   | 1   | 0  | 0  | 0  | 0   | —  | — | — | —  | — |
| LHJMQ totalt | LHJMQ totalt             | LHJMQ totalt | 120 | 29 | 66 | 95 | 104 | 13 | 4 | 7 | 11 | 8 |
| MHL totalt   | MHL totalt               | MHL totalt   | 41  | 5  | 3  | 8  | 22  | 5  | 0 | 0 | 0  | 0 |

### Internationellt
| Källa: Uppdaterad: 2021-11-06 | Källa: Uppdaterad: 2021-11-06 | Källa: Uppdaterad: 2021-11-06 |         | Utv = Utvisningsminuter | Utv = Utvisningsminuter | Utv = Utvisningsminuter | Utv = Utvisningsminuter | Utv = Utvisningsminuter |
| År                            | Lag                           | Mästerskap                    | Matcher | Mål                     | Assists                 | Poäng                   | Utv                     |                         |
| ----------------------------- | ----------------------------- | ----------------------------- | ------- | ----------------------- | ----------------------- | ----------------------- | ----------------------- | ----------------------- |
| 2018                          | Ryssland                      | Hlinka Gretzky                | 5       | 0                       | 0                       | 0                       | 0                       |                         |
| 2021                          | Ryssland                      | JVM                           | 7       | 1                       | 3                       | 4                       | 10                      |                         |
| Junior totalt                 | Junior totalt                 | Junior totalt                 | 13      | 1                       | 3                       | 4                       | 10                      |                         |